# アブバカル・カマラ
アブバカル・カマラ（フランス語: Aboubakar Kamara、1995年3月7日 - ）は、フランス・ヴァル・ドワーズ県ゴネス出身のプロサッカー選手。モーリタニア代表。ポジションはFW。

## 来歴
2013年にASモナコのBチームでプロデビューし、翌2014年にトップチームデビュー。しかしトップリーグ1年目の2014-15シーズンは2試合の出場で終了。
2015年7月、ベルギー・ジュピラー・プロ・リーグに移籍。2016-17シーズンはリーグ・ドゥのアミアンSCでプレーし、45試合15ゴールを記録。チームのリーグ・アン昇格に貢献。
2017年7月31日、イングランドのフラムFCと4年契約を締結。加入1年目の2017-18シーズンは2部リーグで32試合で7ゴールを記録し、2013-14シーズン以来のプレミアリーグ復帰に貢献した。
2018年12月30日のハダースフィールド・タウンFC戦、前半終了間際にPKを獲得した際、PKを蹴る予定だったアレクサンダル・ミトロヴィッチと激しく口論となり、PKを強奪したものの、結局は失敗。試合の方は、皮肉にもミトロヴィッチが試合終了間際にゴールを決め、1-0で勝利したものの、試合後クラウディオ・ラニエリは激怒。以降カマラは無期限の活動禁止処分が下された。しかし、2019年1月21日、今度はフラムのチーム施設に釈明の為に訪れた際にチームスタッフを暴行した疑いで逮捕され、後に釈放されたものの、1月31日にシーズン終了までのローン移籍の形でイェニ・マラティヤスポルに放出された。
2021年8月16日、アリス・テッサロニキに移籍した。
2022年6月28日、オリンピアコスFCに3年契約で移籍した。
2023年9月29日、アル・ジャジーラ・クラブに移籍した。